# 아즈텍쥐
아즈텍쥐(Peromyscus aztecus)는 비단털쥐과에 속하는 설치류의 일종이다. 멕시코 남부와 중앙아메리카 일부 지역의 토착종이다.

## 특징
아즈텍쥐는 사슴쥐속 일반적인 크기의 종으로 전체 몸길이는 20~26cm이고, 꼬리 길이는 몸길이의 약 절반 정도이다. 털은 상체는 검은색이 섞인 황토색이고, 옆구리는 밝은 불그스레한 색을 띠며 하체는 연한 담황색이다. 꼬리는 아랫면이 더 엷고, 꼬리 끝이 종종 희다.